# La Frette, Saône-et-Loire
La Frette là một xã ở tỉnh Saône-et-Loire trong vùng Bourgogne nước Pháp.

## Thông tin nhân khẩu
Theo điều tra dân số năm 1999, xã này có dân số 210.
Ước tính dân số năm 2007 là 205 người.